# Pukekohe
Pukekoke – miasto w Nowej Zelandii, w regionie Auckland. Według danych szacunkowych na rok 2006 liczy 22 518 mieszkańców. Ośrodek przemysłowy.